# Страцимир Завидович
Страцимир Завидович (на сръбски: Страцимир Завидовић) е сръбски жупан, управлявал през 1163 – 1166 година долината на Западна Морава като васал на по-големия си брат Тихомир Завидович.
Той е син на Завида, владетел на Захумлие от рода на Вукановичите, и брат на Стефан Неманя. Към 1166 година Неманя сваля от власт Тихомир и той, заедно със Страцимир бяга в Източната Римска империя. След смъртта на Тихомир Страцимир се помирява със Стефан Неманя и връща владенията си.
След смъртта на Мануил I Комнин Неманя, подкрепян и от Страцимир, сключва съюз с Асеневци, противостоящ на византийско-унгарската ос, скрепена чрез династичен брак между Исак II Ангел и Маргарет Унгарска (според българския историк Петър Петров съюза между Неманя и Асеневци също е скрепен чрез династичен брак между Йоан Асен I и дъщерята на Неманя Елена). Страцимир подига като своя задужбина манастира Градац в близост до Чачак.
На 25 юли 1189 година Неманя и Страцимир известяват чрез нарочни пратеници в Равно, а на 27 юли лично посрещат водача на Третия кръстоносен поход император Фридрих I Барбароса в Ниш. Според западните хроники Страцимир е „също могъщ жупан“.  През 1189 година Страцимир умира, а брат му продължава борбата срещу империята „с трудни военни действия в България“.